# Ihor Stachiv
Ihor Stachiv (in ucraino Стахів Ігор Олегович?; Leopoli, 30 luglio 1999) è uno slittinista ucraino.

## Biografia
Ha studiato educazione fisica alla Lviv State University of Physical Culture. E' allenato da Taras Hartsula.
Ha fatto parte della spedizione ucraina ai Giochi olimpici giovanili di Lillehammer 2016, dove si è piazzato 13° nel singolo maschile e 7º nella staffetta mista, insieme a Olena Smaha, Andrij Lysec'kyj e Myroslav Levkovyč.
Ha partecipato ai mondiali del 2019 e 2021.
Ha rappresentato l'Ucraina ai Giochi olimpici invernali di Pechino 2022, gareggiando sul tracciato del National Sliding Centre, completando il doppio al 15º posto con Andrij Lysec'kyj la gara a squadre all'11º, con Julianna Tunyc'ka, Anton Dukač e Andrij Lysec'kyj.